# Hysteropterum issifrons
Hysteropterum issifrons är en insektsart som beskrevs av De Bergevin 1918. Hysteropterum issifrons ingår i släktet Hysteropterum och familjen sköldstritar. Inga underarter finns listade i Catalogue of Life.